# Meioneta propinqua
Meioneta propinqua là một loài nhện trong họ Linyphiidae.
Loài này thuộc chi Meioneta. Meioneta propinqua được Alfred Frank Millidge miêu tả năm 1991.